# Sextilia (cràter)
Sextilia és un cràter amb coordenades planetocèntriques de -36.82 ° de latitud nord i 298.75 ° de longitud est, sobre la superfície de l'asteroide del cinturó principal (4) Vesta. Fa 19.48 km de diàmetre. El nom adoptat com a oficial per la UAI el 27 de desembre de 2011 fa referència a Sextilia, una verge vestal romana.